# Gary Hocking
Gary Hocking, född den 30 september 1937, död den 21 december 1962 var en rhodesisk roadracingförare. Han blev världsmästare i 500GP och 350GP 1961. Han avslutade sin MC-karriär året därpå efter att hans vän Tom Phillis avlidit på Isle of Man. Han satsade istället på bilracing och i Natals Grand Prix (ett F1-lopp utanför mästerskapet) dödskraschade Hocking. Han blev 25 år gammal.

## Segrar 500GP
| Nummer | Grand Prix   | År   |
| ------ | ------------ | ---- |
| 1      | Västtyskland | 1961 |
| 2      | Frankrike    | 1961 |
| 3      | Holland      | 1961 |
| 4      | Belgien      | 1961 |
| 5      | Östtyskland  | 1961 |
| 6      | Nordirland   | 1961 |
| 7      | Sverige      | 1961 |
| 8      | Isle of Man  | 1962 |

## Segrar 350GP
| Nummer | Grand Prix  | År   |
| ------ | ----------- | ---- |
| 1      | Frankrike   | 1960 |
| 2      | Italien     | 1960 |
| 3      | Holland     | 1961 |
| 4      | Östtyskland | 1961 |
| 5      | Nordirland  | 1961 |
| 6      | Italien     | 1961 |

## Segrar 250GP
| Nummer | Grand Prix   | År   |
| ------ | ------------ | ---- |
| 1      | Sverige      | 1959 |
| 2      | Nordirland   | 1959 |
| 3      | Isle of Man  | 1960 |
| 4      | Västtyskland | 1960 |
| 5      | Spanien      | 1961 |